# Frederik Borgbjerg
Frederik Borgbjerg, född 10 april 1866 och död 15 januari 1936, var en dansk socialdemokratisk politiker.
Efter teologiska studier blev Borgbjerg 1890 medarbetare i Socialdemokraten, vars redaktör han från 1911 med avbrott för de perioder han var medlem av regeringen sedan var. Borgbjerg tillhörde partistyrelsen från 1892, och var ledamot av Folketinget från 1898. Han tillhörde Staunings ministär 1924-26 som socialminister och blev undervisningsminister i den 1929 bildade Stauningministären.

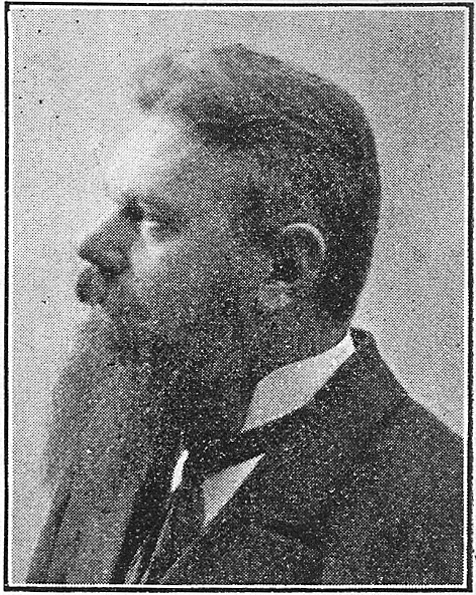
Frederik Hedegaard Jeppesen Borgbjerg

## Fotnoter
1. 1 2 3 4 5  Dansk biografisk Leksikon-ID: F.J._Borgbjerg, läst: 28 december 2024.[källa från Wikidata]
2. ↑  Emil Elberling & Victor Elberling, Rigsdagens Medlemmer gennem Hundrede Aar 1848-1948 : Rigsdagsmændede 1848-1918. Bind I. Aaberg—Køster, vol. 1, 1949, s. 59-60, läs online.[källa från Wikidata]
3. 1 2 3  Emil Elberling & Victor Elberling, Rigsdagens Medlemmer gennem Hundrede Aar 1848-1948 : Rigsdagsmændede 1848-1918. Bind I. Aaberg—Køster, vol. 1, 1949, s. 59, läs online.[källa från Wikidata]
4. ↑  Regeringen Stauning I (på danska), läs online, läst: 28 december 2024.[källa från Wikidata]
5. ↑  Regeringen Stauning II (på danska), läs online, läst: 28 december 2024.[källa från Wikidata]
6. ↑  Regeringen Madsen-Mygdal (på danska), läs online, läst: 28 december 2024.[källa från Wikidata]
7. ↑  Regeringen Stauning III (på danska), läs online, läst: 28 december 2024.[källa från Wikidata]